# Štefan Kamenický
Štefan Kamenický (22. července 1932, Pác – 28. ledna 2009 Bratislava) byl slovenský režisér sociálních dokumentárních filmů s publicistickými prvky.

## Tvorba
Štefan Kamenický vystudoval žurnalistiku a dlouhá léta působil ve zpravodajském filmu. Z tohoto období je významným dílem Týždeň vo filme č. 51 (Týden ve filmu), kde autor zaznamenal tragickou situaci důchodců z kopanic. Dokument měl takový účinek, že jejich situace se na jeho podnět změnila. Získal i ocenění na festivalu v Karlových Varech. K jeho nejznámějším dokumentárním filmům patří například film Zakliata dolina (Zakletá dolina, 1966), který pojednává o nelehké situaci na východním Slovensku, kde muži odcházejí za prací do moravských dolů a ženy zůstávají žít v bídě. Poukazuje zde na tabuizované otázky jako alkoholismus, bída a zaostalost. Film v roce 1967 získal Stříbrnou plaketu sv. Marka na filmovém festivalu v Benátkách. V dalším dokumentu Ideály (1968) porovnává postavení a osudy lidí z 50. let 20. století a řeší otázku smysluplnosti hodnot. V roce 1968 natočil Štefan Kamenický film Zasľúbená zem (Zaslíbená země), kde řeší téma vztahu Čechů a Slováků.
Filmy Zakliatá dolina a  Zasľúbená zem byly v době normalizace zakázány a znovu zveřejněny až v 90. letech 20. století.
V dobách normalizace se Štefan Kamenický zaměřil na portréty hrdinů socialistické práce. V 70. a 80. letech natáčel i instruktážní filmy a fejetony.

## Dílo
- 1958 – Neodkladaj na zajtra (režie)
- 1959 – Očami kamery (režie)
- 1961 – Kvety na silnici (režie)
- 1962 – Medzevskí kováči (režie)
- 1962 – Ropa, ropa, ropa (režie)
- 1964 – Muži vo výškach (režie)
- 1964 – Zabudnuté doliny (režie)
- 1966 – Ján Cikker (režie)
- 1966 – Slovenské kúpele (režie)
- 1966 – Zakliata dolina (režie)
- 1966 – Týždeň vo filme č. 51 (režie)
- 1967 – Dovolenka vo Vysokých Tatrách (režie)
- 1967 – Slovenské ľudové rozprávky (režie)
- 1968 – Zasľúbená zem (režie)
- 1968 – Ideály (režie, námět, scénář, komentář)
- 1971 – Lotyšskí rybári (režie)
- 1975 – Premeny rodnej zeme (režie)
- 1975 – Hockova brigáda (režie)
- 1977 – Komplexná čata (režie)
- 1979 – Sobáš (režie)
- 1985 – Počítačová grafika (režie)
- 1990 – Posledný list (režie, námět, scénář, komentář)
- 1991 – Novohradské impresie (režie)
- 1999 – Historická panoráma (režie TV cyklu, 1. díl, scénář)